# 1840-es évek
Évszázadok: 18. század · 19. század · 20. század
Évtizedek: 1790-es évek · 1800-as évek · 1810-es évek · 1820-as évek · 1830-as évek · 1840-es évek · 1850-es évek · 1860-as évek · 1870-es évek · 1880-as évek · 1890-es évek
Évek: 1840 · 1841 · 1842 · 1843 · 1844 · 1845 · 1846 · 1847 · 1848 · 1849

## Események és irányzatok
- 1843–1844 – Bibliai proféciákon alapuló számítások nyomán világszerte többen Krisztus visszajövetelét várták. Észak-Amerikában William Miller és társai igehirdetései következtében a Krisztusvárás tömeges mozgalommá vált – az ébredési mozgalmak folytatásaként, radikálisan szembefordulva a korra jellemző, az emberi haladásban bizakodó szellemi áramlattal. A visszajövetel elmaradása a nagy kiábrándulást okozta.
- 1845–1849 – Éhínség Írországban
- 1848–1849 – Forradalom és szabadságharc Magyarországon